# Love Me or Hate Me
Love Me or Hate Me è un singolo della rapper inglese Lady Sovereign, pubblicato nel 2006 ed estratto dall'album Public Warning.

## Tracce
- CD (UK)

1. Love Me or Hate Me (album version) – 3:29
2. Love Me or Hate Me (Remix featuring Missy Elliott) – 3:40
3. Love Me or Hate Me (Jason Nevins Remix) – 3:29

- CD (USA)

1. Love Me or Hate Me (F**k You!!!!) (Clean) – 3:32
2. Love Me or Hate Me (F**k You!!!!) (Main) – 3:32
3. Love Me or Hate Me (F**k You!!!!) (Instrumental) – 3:33
4. Love Me or Hate Me (F**k You!!!!) (A Cappella) – 3:29